# Конвой Токіо – Трук (15.04.43 – 24.04.43)
Конвой Токіо — Трук (15.04.43 — 24.04.43) — японський конвой часів Другої світової війни, проведення якого відбувалось у квітні 1943-го.
Пунктом призначення конвою був атол Трук у центральній частині Каролінських островів, де ще до війни створили потужну базу японського ВМФ, з якої до лютого 1944-го провадились операції у цілому ряді архіпелагів.
До складу конвою, що вирушив з Токіо 15 квітня 1943-го, увійшли транспорти «Сінсей-Мару №18» (Shinsei Maru No. 18) та «Окіцу-Мару». На початковому етапі переходу їх охорону забезпечував тральщик W-3.
Маршрут конвою через кілька традиційних районів патрулювання американських підводних човнів, які зазвичай діяли поблизу східного узбережжя Японського архіпелагу, біля островів Огасавара, Маріанських островів та на підходах до Труку. Втім, цього разу рейс пройшов без інцидентів і 24 квітня загін успішно досягнув Труку.